# Vidigueira
Vidigueira – miejscowość w Portugalii, leżąca w dystrykcie Beja, w regionie Alentejo w podregionie Baixo Alentejo. Miejscowość jest siedzibą gminy o tej samej nazwie.

## Demografia
| Liczba ludności gminy Vidigueira (1801–2011) | Liczba ludności gminy Vidigueira (1801–2011) | Liczba ludności gminy Vidigueira (1801–2011) | Liczba ludności gminy Vidigueira (1801–2011) | Liczba ludności gminy Vidigueira (1801–2011) | Liczba ludności gminy Vidigueira (1801–2011) | Liczba ludności gminy Vidigueira (1801–2011) | Liczba ludności gminy Vidigueira (1801–2011) | Liczba ludności gminy Vidigueira (1801–2011) | Liczba ludności gminy Vidigueira (1801–2011) |
| -------------------------------------------- | -------------------------------------------- | -------------------------------------------- | -------------------------------------------- | -------------------------------------------- | -------------------------------------------- | -------------------------------------------- | -------------------------------------------- | -------------------------------------------- | -------------------------------------------- |
| 1801                                         | 1849                                         | 1900                                         | 1930                                         | 1960                                         | 1981                                         | 1991                                         | 2001                                         | 2004                                         | 2011                                         |
| 3277                                         | 5759                                         | 8813                                         | 10 621                                       | 10 594                                       | 7405                                         | 6305                                         | 6188                                         | 6019                                         | 5 932                                        |

## Sołectwa
Sołectwa gminy Vidigueira (ludność wg stanu na 2011 r.):
- Pedrógão – 1151 osób
- Selmes – 894 osoby
- Vidigueira – 2959 osób
- Vila de Frades – 928 osób